# Red Balloon
Red Balloon (en hangul, 빨간풍선; RR: Ppalganpungseon) es una serie de televisión surcoreana dirigida por Jin Hyung-wook y Lee Seung-hoon, y protagonizada por Seo Ji-hye, Lee Sung-jae, Hong Soo-hyun y Lee Sang-woo. Se emite por el canal TV Chosun desde el 17 de diciembre de 2022 hasta el 19 de febrero de 2023, los sábados y domingos a las 21:10 (hora local coreana).

## Sinopsis
Dos hombres y dos mujeres quieren satisfacerse a sí mismos cumpliendo sus objetivos después de fracasar varias veces.

## Reparto

### Principal
- Seo Ji-hye como Jo Eun-kang, quien sueña con convertirse en maestra, pero siempre suspende en el concurso y tiene que trabajar como tutora.[3][4]
- Lee Sung-jae como Ji Nam-chul. Dirige una empresa de procesamiento intermedio de chatarra, aunque es un negocio de su suegro y siente que carece de autoridad real.[3][5]
- Hong Soo-hyun como Han Ba-da, una diseñadora de joyas con una apariencia llamativa y una personalidad alegre. De familia adinerada, trató de evitar casarse cuando sus padres se separaron justo antes de la boda. Pero la persuadió su esposo y ahora lleva una ardua vida de casada.[3][6]
- Lee Sang-woo como Go Cha-won, el marido de Ba-da y cuñado de Nam-chul. Es dermatólogo para satisfacer las expectativas familiares, pero siempre está pensando en otro tipo de negocios.[3][7]
- Jung Yoo-min como Jo Eun-san, la hermana menor de Eun-kang.[8][9]

### Secundario
- Yoon Mi-ra como Na Gong-ju, la suegra de Ba-da.[9][10]
- Yoon Joo-sang como el suegro de Ba-da.[5][9]
- Lee Bo-hee como Yang Ban-suk, madre de Eun-kang.[9]
- Jeong Bo-seok como Jo Dae-bong, padre de Eun-kang.[9]
- Kim Hye-sun como Ko Geum-ah, esposa de Nam-chul.[9][11]
- Choi Dae-chul como Jo Dae-geun, tío de Eun-san.[9]
- Lee Sang-sook como Yeo Jeon-hee, madre de Ba-da.[9]
- Seol Jung-hwan como Kwon Tae-gi, el novio de Eun-kang.[9]

## Producción
Para producir Red Balloon, la compañía Chorokbaem Media firmó un contrato con Highground por un valor de 13200 millones de wones, según se anunció en diciembre de 2022.
La serie está escrita por Moon Young-nam y codirigida por Jin Hyung-wook, en lo que es la cuarta colaboración entre ambos, que establecieron una marca de audiencia del 48,3 % con Wang's Family.
El 14 de noviembre de 2022 se publicaron imágenes de la primera lectura del guion.

## Banda sonora original
| Parte | Fecha de publicación    | Título                                                           | Letra                    | Música                                   | Artista           | Duración |
| ----- | ----------------------- | ---------------------------------------------------------------- | ------------------------ | ---------------------------------------- | ----------------- | -------- |
| 1     | 25 de diciembre de 2022 | 빨간 풍선 («Globo rojo»)                                         | Ant, Midnight            | Ant, Midnight                            | Kim Yeon-ji       | 3:49     |
| 2     | 8 de enero de 2023      | 그대만이 내게 전부니까요 («Porque solo tú lo eres todo para mí») | Kim Young-seong, Chanran | Kim Young-seong, Chanran                 | Beige             | 3:45     |
| 3     | 14 de enero de 2023     | 사랑 그 말은 못하고 («no puedo decir amor»)                      | Ant, Midnight            | Ant, Midnight                            | Zia (Baek Ji-hye) | 4:05     |
| 4     | 28 de enero de 2023     | 연인 («Amantes»)                                                 | Kim Shin-woo             | im Shin-woo, Choi Sang-eon, Kim Hong-jun | Ali               | 4:10     |
| 5     | 4 de febrero de 2023    | 사랑을 끊었다 («Corta el amor»)                                  | Choi Han-sol             | Choi Han-sol                             | Kim Dong-hyun     | 3:12     |
| 6     | 11 de febrero de 2023   | 사랑에 목마르다 («Sediento de amor»)                             | Gabwon Choi              | Ant                                      | GUNJI             | 3:48     |
| 7     | 18 de febrero de 2023   | 내 가슴에 살아 («Vive en mi corazón»)                            | Gabwon Choi              | Ant                                      | Jeong Dong-ha     | 3:58     |

## Audiencia
| Temporada | Temporada | Episodio número | Episodio número | Episodio número | Episodio número | Episodio número | Episodio número | Episodio número | Episodio número | Episodio número | Episodio número | Episodio número | Episodio número | Episodio número | Episodio número | Episodio número | Episodio número | Episodio número | Episodio número | Episodio número | Episodio número | Promedio |
| Temporada | Temporada | 1               | 2               | 3               | 4               | 5               | 6               | 7               | 8               | 9               | 10              | 11              | 12              | 13              | 14              | 15              | 16              | 17              | 18              | 19              | 20              | Promedio |
| --------- | --------- | --------------- | --------------- | --------------- | --------------- | --------------- | --------------- | --------------- | --------------- | --------------- | --------------- | --------------- | --------------- | --------------- | --------------- | --------------- | --------------- | --------------- | --------------- | --------------- | --------------- | -------- |
|           | 1         | 0.752           | 0.889           | 1.052           | 1.276           | 1.139           | 1.483           | 1.219           | 1.489           | 1.363           | 1.565           | 1.428           | 1.634           | 1.579           | 1.668           | 1.887           | 1.896           | 1.893           | 2.038           | 2.073           | 2.457           | 1.539    |

| Episodio | Fecha original de emisión | Índice de audiencia (Nielsen Korea) | Índice de audiencia (Nielsen Korea) |
| Episodio | Fecha original de emisión | Nacional                            | Seúl                                |
| --- | ------------------------- | ----------------------------------- | ----------------------------------- |
| 1 | 17 de diciembre de 2022   | 3,742 % (2.ª)                       | 3,554 % (2.ª)                       |
| 2 | 18 de diciembre de 2022   | 4,530 % (3.ª)                       | 4,049 % (4.ª)                       |
| 3 | 24 de diciembre de 2022   | 5,083 % (4.ª)                       | 4,545 % (4.ª)                       |
| 4 | 25 de diciembre de 2022   | 6,140 % (2.ª)                       | 5,303 % (2.ª)                       |
| 5 | 31 de diciembre de 2022   | 5,771 % (2.ª)                       | 5,402 % (2.ª)                       |
| 6 | 1 de enero de 2023        | 7,032 % (1.ª)                       | 6,321 % (1.ª)                       |
| 7 | 7 de enero de 2023        | 6,130 % (1.ª)                       | 5,833 % (1.ª)                       |
| 8 | 8 de enero de 2023        | 6,916 % (1.ª)                       | 6,035 % (1.ª)                       |
| 9 | 14 de enero de 2023       | 6,713 % (1.ª)                       | 5,555 % (2.ª)                       |
| 10 | 15 de enero de 2023       | 7,702 % (2.ª)                       | 6,612 % (2.ª)                       |
| 11 | 28 de enero de 2023       | 6,992 % (2.ª)                       | 5,743 % (2.ª)                       |
| 12 | 29 de enero de 2023       | 7,913 % (2.ª)                       | 7,044 % (2.ª)                       |
| 13 | 4 de febrero de 2023      | 7,561 % (2.ª)                       | 6,79 % (2.ª)                        |
| 14 | 5 de febrero de 2023      | 8,082 % (2.ª)                       | 7,121 % (2.ª)                       |
| 15 | 11 de febrero de 2023     | 8,865 % (2.ª)                       | 8,036 % (2.ª)                       |
| 16 | 12 de febrero de 2023     | 9,478 % (2.ª)                       | 8,539 % (2.ª)                       |
| 17 | 18 de febrero de 2023     | 8.905 % (2.ª)                       | 7.708 % (2.ª)                       |
| 18 | 19 de febrero de 2023     | 10.057 % (2.ª)                      | 9.236 % (2.ª)                       |
| 19 | 25 de febrero de 2023     | 10.242 % (2.ª)                      | 8.733 % (2.ª)                       |
| 20 | 26 de febrero de 2023     | 11,566 % (2.ª)                      | 10,066 % (2.ª)                      |
| Promedio | Promedio                  | 7,471 %                             | 6,611 %                             |
| - En la tabla superior, aparecen en azul los índices más bajos, y en rojo los más altos. - Esta serie se transmite mediante televisión por cable/TV de pago, que por lo general tiene una audiencia más pequeña en comparación con la de cadenas públicas como (KBS, SBS, MBC y EBS). |                           |                                     |                                     |